# Ungla pallescens
Ungla pallescens är en insektsart som beskrevs av Penny 1998. Ungla pallescens ingår i släktet Ungla och familjen guldögonsländor. Inga underarter finns listade i Catalogue of Life.